# Бахаристан (книга)
«Бахаристан» (перс. بهارستان‎‎; также произносится как Бахарестан или Бахаарестан, что означает «страна весны» или «весенний сад») — персидская книга, написанная Джами. В неё входят рассказы, сказки и моральные советы, в основном в прозе, но также и в стихах. «Бахаристан» разделён на восемь глав, введение и заключительную часть. Каждая из его глав называется rowzeh (от арабского rawzah, что означает рай или небеса). Книга написана в IX веке после хиджры.
Во введении к «Бахаристану» Джами заявил, что написал эту книгу в стиле «Гулистана» Саади Ширази для своего сына, которому в то время было десять лет. В «Бахаристане» есть материалы о суфизме и мистицизме. В этой книге 469 стихотворных стихотворений; 16 стихов написаны на арабском языке, а остальные — на персидском. В текстах «Бахаристана» есть садж, и тип его прозы — рифмованная проза, то есть ритмичная. Каждая глава в «Бахаристане» посвящена определённой теме; например, в седьмой главе речь идет о жизни и биографии некоторых поэтов.